# Margaret Morton
Margaret Morton MBE (* 29. Januar 1968 in Ayrshire) ist eine schottische Curlerin. Zuletzt spielt sie auf der Position des Alternate.
Morton war Teil des Gold-Teams der Britischen Olympiamannschaft um Skip Rhona Martin in Salt Lake City 2002.
Für ihren Sieg wurde Morton 2002 zum Member of Order of the British Empire ernannt.